# Bhankuli, Siddapur
Bhankuli là một làng thuộc tehsil Siddapur, huyện Uttara Kannada, bang Karnataka, Ấn Độ.